# Jay Bell
Jay Bell (Merriam, 19 febbraio 1977) è uno scrittore statunitense.

## Biografia
Nato in Kansas, è sposato con l'artista e industrial designer Andreas Bell.
È autore della serie di romanzi Something Like... ( in Italia tradotto: Come se fosse ...), dedicata al tema dell'amore omosessuale. La saga ha avuto inizio con il volume Come se fosse estate, pubblicato negli Stati Uniti d'America nel 2011 ed in Italia dall'editore Playground. La saga è giunta nel 2017 al nono volume.
Grazie al romanzo Ragazzi Kamikaze (Kamikaze Boy) dedicato al tema dell'bullismo omofobico ha vinto il Lambda Literary Award nel 2013.

## Opere

### Serie Something like...
- Come se fosse estate (Something Like Summer) (2011)
- Something Like Winter (2012)
- Something Like Autumn (2013)
- Something Like Spring (2014)
- Something Like Lightning (2014)
- Something Like Thunder (2015)
- Something Like Stories - Volume 1 (2016)
- Something Like Rain (2016)
- Something Like Stories - Volume 2 (2017)
- Something Like Forever (2017)
- Something Life Stories - Volume 3 (2020)
- Something Like Fall (2015)

### Serie Loka Legends
- Finding Fire
- The Cat in the Cradle (2010)
- Flesh and Blood
- From Darkness to Darkness

### Altri romanzi
- Ragazzi Kamikaze (Kamikaze Boys)
- Hell's Pawn
- Language Lessons
- Like and Subscribe
- Straight Boy
- The Boy At the Bottom of the Fountain